# Travel Control System
Travel Control System is een anti-duik-veersysteem van Yamaha-motorfietsen.
Het is een anti-duiksysteem met variabele demping. TCS werd geïntroduceerd op de FZ 400 R (1984, alleen voor de Japanse markt).